# Neyslutrans
Neyslutrans (pol. konsumpcjonistyczny trans) – pierwszy album studyjny islandzkiego zespołu muzycznego Hatari, wydany 17 stycznia 2020 przez niezależną wytwórnię Svikamylla.
Jest to pierwszy album studyjny po pięciu latach od powstania zespołu i po trzech latach od wydaniu pierwszego minialbumu, Neysluvara. Nazwa albumu pochodzi prawdopodobnie z pierwszego singla z albumu – Spillingardans – w którym słowo to kilkukrotnie się pojawia i odwołuje się do idei zespołu.

## Lista utworów
Lista utworów i informacje o autorach pochodzą z serwisów Spotify i Discogs.
| Lp. | Tytuł                                                | Autorzy | Długość |
| --- | ---------------------------------------------------- | --- | ------- |
| 1.  | "Engin Miskunn"                                      | Einar Hrafn Stefánsson, Klemens Nikulásson Hannigan, Matthías Tryggvi Haraldsson                                   | 3:54    |
| 2.  | "Spillingardans"                                     | Einar Hrafn Stefánsson, Klemens Nikulásson Hannigan, Matthías Tryggvi Haraldsson                                   | 3:44    |
| 3.  | "Klámstrákur"                                        | Einar Hrafn Stefánsson, Klemens Nikulásson Hannigan, Matthías Tryggvi Haraldsson                                   | 3:36    |
| 4.  | "Klefi/صامد" (feat. Baszszar Murad)                  | Baszszar Murad, Einar Hrafn Stefánsson, Klemens Nikulásson Hannigan, Matthías Tryggvi Haraldsson                   | 3:54    |
| 5.  | "Þræll"                                              | Einar Hrafn Stefánsson, Klemens Nikulásson Hannigan, Matthías Tryggvi Haraldsson                                   | 3:02    |
| 6.  | "Hlauptu (feat. CYBER)"                              | Jóhanna Rakel Jónasdóttir, Klemens Nikulásson Hannigan, Matthías Tryggvi Haraldsson, Salka Valsdóttir              | 3:33    |
| 7.  | "Hatrið mun sigra"                                   | Einar Hrafn Stefánsson, Klemens Nikulásson Hannigan, Matthías Tryggvi Haraldsson                                   | 3:08    |
| 8.  | "Spectavisti Me Mori, Op. 8" (feat. Pétur Björnsson) | Pétur Björnsson | 2:52    |
| 9.  | "14 Ár"                                              | Einar Hrafn Stefánsson, Klemens Nikulásson Hannigan, Matthías Tryggvi Haraldsson                                   | 3:05    |
| 10. | "Ógleði"                                             | Einar Hrafn Stefánsson, Klemens Nikulásson Hannigan, Matthías Tryggvi Haraldsson                                   | 5:16    |
| 11. | "Helvíti" (feat. Svarti Laxness)                     | Davíð Þór Katrínarson, Einar Hrafn Stefánsson, Klemens Nikulásson Hannigan, Matthías Tryggvi Haraldsson            | 3:47    |
| 12. | "Nunquam Iterum, Op. 12" (feat. Friðrik Margrétar)   | Friðrik Margrétar Guðmundsson, Klemens Nikulásson Hannigan, Matthías Tryggvi Haraldsson                            | 4:05    |
| 13. | "Niðurlút" (feat. GDRN)                              | Guðrún Yr Eyfjörð Jóhannesdóttir, Einar Hrafn Stefánsson, Klemens Nikulásson Hannigan, Matthías Tryggvi Haraldsson | 3:53    |